# Re di Niardo
Il Re è un torrente della Val Camonica, in provincia di Brescia, lungo 4 km. Nasce dal Monte Stabio, nel Gruppo dell'Adamello. La dicitura "di Niardo" è utilizzata solo per distinguerlo da altri torrenti dallo stesso nome, molto comune in Val Camonica.
È compreso nel Parco regionale dell'Adamello.
Nei primi anni del XX secolo la società elettrica Elva ne capta le acque a fine idreolettrico.